# Гувер, Келвин Брайс
Келвин Брайс Гувер (англ.  Calvin Bryce Hoover; 14 апреля 1897, Бервик, штат Иллинойс, США — 23 июня 1974, Дарем, штат Северная Каролина, США) — американский экономист, профессор экономики университета Дьюка, президент Американской экономической ассоциации в 1953 году, основатель сравнительной экономической системы.

## Биография
Келвин Гувер родился 14 апреля 1897 года в семье Джона Келвина и Маргариты Далила (Роудкэп) Гувер. Среднюю школу заканчивал в Монмуте. В 1914 году поступил в колледж Монмута, но в 1917 году прервал своё обучение из-за Первой мировой войны. С мая 1917 года по июнь 1919 года служил в пехоте Армии США, позже в полевой артиллерии, участник Сен-Миельской операции и Мёз-Аргоннского наступления.
После военной службы вернулся в колледж и в 1922 году получил степень бакалавра искусств в колледже Монмута, далее обучение продолжил в 1922—1923 годах в Висконсинском университете, а в 1923—1925 годах в Миннесотском университете, но в 1925 году удостоен докторской степени в Висконсинском университете.
Преподавательскую деятельность начал преподавателем бизнеса в Миннесотском университете в 1923—1925 годах, в качестве ассистента профессора экономики в университете Дьюка в 1925—1927 годах, в качестве профессора в 1927—1974 годах, декан Высшей школы университета Дьюка в 1937—1947 годах, профессор кафедры имени Джеймса Дьюка в 1937—1957 годах.
В 1929—1930 годах как сотрудник Совета Социологических Исследований изучал советскую плановую экономику, посетив Москву в 1929—1930 годах. В 1932—1933 годах также изучал экономику Германии.
В 1933 году прибыл в Вашингтон по приглашению помощника министра сельского хозяйства Рексфорда Тагуэлла и в 1933—1935 годах был экономическим советником министерства сельского хозяйства США. Принял участие в разработке Закона о регулировании сельского хозяйства и в 1935 году стал советником потребителей, в 1937 году консультант комитета национальных ресурсов США.
Во время Второй мировой войны служил в Министерстве обороны США в 1940—1941 годах, в Управлении стратегических служб (предшественница ЦРУ) в 1941—1944 годах, а в 1945 году — шеф отделения экономической разведки.
К.Гувер являлся с 1939 года членом, вице-президентом в 1940 году и президентом в 1953 году Американской экономической ассоциации, членом и президентом в 1936 году Южной экономической ассоциации, членом и президентом в 1964 году Ассоциации сравнительной экономики, членом Королевского экономического общества, членом общества Фи Бета Каппа с 1934 года, с 1941 года член Совета Социологических Исследований. В 1934 году удостоен почётной степени доктора права в Колумбийском университете. В 1935 году удостоен почётной степени доктора гуманитарных наук в колледже Монмута.

### Семья
К. Гувер женился 5 июля 1919 года на Фейт Мириам Спрол, у них родились две дочери — Сильвия Джоан Шрак и Кэрол Фейт Гувер.

## Награды
К. Гувер был награждён:
- 1929 — грант Совета Социологических Исследований[англ.],
- 1947 — президентская медаль Свободы.

## Научный вклад
К.Гувер — основатель сравнительной экономической системы.
К.Гувер принимал активное участие в осуществлении Плана Маршалла и в работе Организации экономического сотрудничества и развития.